# Leszek Dobrzański
Leszek Adam Dobrzański (ur. 4 września 1947 w Gliwicach) – polski inżynier, profesor nauk technicznych, specjalista w zakresie inżynierii materiałowej, wykładowca akademicki, prorektor Politechniki Śląskiej.

## Życiorys
W 1965 ukończył V Liceum Ogólnokształcące w Gliwicach, a w 1971 studia z zakresu mechaniki i budowy maszyn na Wydziale Mechanicznym Technologicznym Politechniki Śląskiej. W 1977 uzyskał stopień naukowy doktora, a w 1990 doktora habilitowanego. W 1995 otrzymał tytuł profesora nauk technicznych. Od czasu ukończenia studiów związany zawodowo z macierzystym wydziałem, od 1998 na stanowisku profesora zwyczajnego. Był także profesorem zwyczajnym w Wyższej Szkole Informatyki i Zarządzania w Bielsku-Białej i na Politechnice Opolskiej.
W 1997 został dyrektorem Instytutu Materiałów Inżynierskich i Biomedycznych na Politechnice Śląskiej. W latach 1990–1993 i 1999–2005 był dziekanem, a od 1993 do 1996 prodziekanem Wydziału Mechanicznego Technologicznego. Od 1995 do 1998 pełnił funkcję prorektora WSIiZ w Bielsku-Białej. W 2012–2013 zajmował stanowisko prorektora Politechniki Śląskiej ds. nauki i współpracy z przemysłem.
Uzyskiwał członkostwo m.in. w Akademii Nauk Inżynieryjnych Ukrainy (1992), Akademii Nauk Inżynieryjnych Słowacji (1999) i Akademii Inżynierskiej w Polsce (2010), a w 2005 został przewodniczącym World Academy of Materials and Manufacturing Engineering (AMME). Był członkiem prezydium Komitetu Nauki o Materiałach Polskiej Akademii Nauk. Powoływany w skład rad redakcyjnych i naukowych periodyków branżowych, organów doradczych ministra ds. nauki, zasiadał także w Radzie Głównej Szkolnictwa Wyższego.
W pracy naukowej specjalizuje się w zagadnieniach z zakresu inżynierii materiałowej, budowy i eksploatacji maszyn, organizacji i zarządzania, w szczególności w kwestiach automatyzacji i robotyzacji procesów przetwórstwa materiałów inżynierskich, fotowoltaice, komputerowej nauce o materiałach, materiałach inżynierskich metalowych i niemetalowych, metodach badania struktury i własności oraz technologiach procesów wytwarzania i przetwórstwa materiałów inżynierskich.

## Ordery i wyróżnienia
- Krzyż Komandorski Orderu Odrodzenia Polski (2012), za wybitne osiągnięcia w pracy naukowo-badawczej i działalności dydaktycznej, za zasługi na rzecz rozwoju nauki[2][3]
- Krzyż Oficerski Orderu Odrodzenia Polski (2002)[4]
- Krzyż Kawalerski Orderu Odrodzenia Polski (1999)[5]
- Tytuł doktora honoris causa Uniwersytetu im. Angeła Kynczewa w Ruse (1999), Chmielnickiego Uniwersytetu Narodowego (2007), Uniwersytetu w Miszkolcu (2016)[6]
- Honorowy profesor Politechniki Lwowskiej (2017)[6]